# Jatropha moranii
Jatropha moranii là một loài thực vật có hoa trong họ Đại kích. Loài này được Dehgan & G.L.Webster mô tả khoa học đầu tiên năm 1978.